# Abbeylara
Abbeylara is een plaats in het Ierse graafschap Longford.
De Ierse naam Mainistir Leathrátha betekent Klooster van de halfvesting en verwijst naar de grote abdij van Lerha, die in 1205 werd opgericht door Risteárd de Tiúit voor de Cisterciënzer monniken. Na zijn dood in 1210 werd hij begraven in de abdij. In 1539 werd de abdij verlaten, maar de ruïnes zijn nog steeds aanwezig bij het binnenrijden van het dorp.
De meren Lough Kinale en Lough Derragh in de omgeving bevatten veel vis, zoals forel, zeelt, brasem en snoek, waardoor Abbeylara erg aantrekkelijk is voor vissers. Lokale vissersclubs houden er regelmatig wedstrijden.